# Teruma
Teruma (Biblisches Hebräisch תְּרוּמָה ‚Hebopfer‘) bezeichnet einen Leseabschnitt (Parascha oder Sidra genannt) der Tora und umfasst den Text Exodus/Schemot 25–27,19 (25 , 26 , 27,1–19 ).
Es handelt sich um die Sidra des 1. oder 2. Schabbats im Monat Adar oder Adar rischon.

## Wesentlicher Inhalt
- Aufforderung zur Abgabe von Gold, Silber, Kupfer, Wolle, Öl, Edelsteinen usw. zum Bau der Stiftshütte und zur Anfertigung der Kleider der Priester
- Vorschriften über die Bundeslade, den Tisch für die Schaubrote, den siebenarmigen Leuchter aus purem Gold, das Zelt, über den Vorhang, über die Trennung vom Allerheiligsten, den Opferaltar usw.

## Haftara
Die zugehörige Haftara ist 1. Könige 5,26–6,13 (5,26–32 , 6,1–13 ).